# West Indies Cricket Team in Sri Lanka in der Saison 2005
Die Tour des West Indies Cricket Teams nach Sri Lanka in der Saison 2005 fand vom 13. bis zum 25. Juli 2005 statt. Die internationale Cricket-Tour war Bestandteil der Internationalen Cricket-Saison 2005 und umfasste zwei Tests. Sri Lanka gewann die Test-Serie 2–0.

## Vorgeschichte
Die West Indies spielten zuvor eine Tour gegen Pakistan, für Sri Lanka war es die erste Tour der Saison.
Das letzte Aufeinandertreffen der beiden Mannschaften bei einer Tour fand in der Saison 2003 in den West Indies statt.
Die West Indies hatten vor dem Start der Tour einen Spielerstreik, der nicht vollständig gelöst werden konnte und so trat man nicht mit der Bestbesetzung in Sri Lanka an.

## Stadien
Die folgenden Stadien wurden für die Tour als Austragungsort vorgesehen.
| Stadion                            | Stadt   | Kapazität | Spiele  |
| ---------------------------------- | ------- | --------- | ------- |
| Sinhalese Sports Club Ground (SSC) | Colombo | 10.000    | 1. Test |
| Asgiriya Stadium                   | Kandy   | 10.300    | 2. Test |

## Kaderlisten
Die West Indies benannten ihren Kader am 19. Juni 2005.
Sri Lanka benannte seinen Kader am 6. Juli 2005.
| Test | Test |
| Sri Lanka | West Indies |
| --- | --- |
| - Marvan Atapattu (K) - Tillakaratne Dilshan - Rangana Herath - Sanath Jaysuriya - Mahela Jayawardene - Lasith Malinga - Muttiah Muralitharan - Gayan Ramyakumara - Thilan Samaraweera - Kumar Sangakkara (WK) - Chaminda Vaas | - Shivnarine Chanderpaul (K) - Omari Banks - Tino Best - Narsingh Deonarine - Sylvester Joseph - Jermaine Lawson - Xavier Marshall - Runako Morton - Daren Powell - Ryan Ramdass - Denesh Ramdin (WK) - Dwayne Smith |

## Tour Matches
| 9. – 10. Juli Scorecard | Colombo (NCC) | West Indians 110 (51) & 109-4 (32) | – | Sri Lanka Cricket XI 382 (94.3) |
|                         |               | Remis                              |   |                                 |

## Tests

### Erster Test in Colombo
| 13. – 16. Juli Scorecard | Colombo (SSC) | West Indies 285 (88.4) & 113 (60) | – | Sri Lanka 227 (57.3) & 172-4 (38.3) |
|                          |               | Sri Lanka gewinnt mit 6 Wickets   |   |                                     |

### Zweiter Test in Kandy
| 22. – 25. Juli Scorecard | Kandy (AS) | Sri Lanka 150 (46.1) & 375-7d (107) | – | West Indies 148 (58.1) & 137 (41.2) |
|                          |            | Sri Lanka gewinnt mit 240 Runs      |   |                                     |

## Statistiken
Die folgenden Cricketstatistiken wurden bei dieser Tour erzielt.
| Test                   | Test        | Test    | Test    | Test    | Test    | Test    | Test    | Test    |
| Batting                | Batting     | Batting | Batting | Batting | Batting | Batting | Batting | Batting |
| Spieler                | Mannschaft  | Spiele  | Innings | Runs    | Average | HS      | 100s    | 50s     |
| ---------------------- | ----------- | ------- | ------- | ------- | ------- | ------- | ------- | ------- |
| Kumar Sangakkara       | Sri Lanka   | 2       | 4       | 197     | 65,66   | 157*    | 1       | 0       |
| Shivnarine Chanderpaul | West Indies | 2       | 4       | 154     | 51,33   | 69      | 0       | 1       |
| Tillakaratne Dilshan   | Sri Lanka   | 2       | 4       | 144     | 48,00   | 49      | 0       | 0       |
| Denesh Ramdin          | West Indies | 2       | 4       | 108     | 27,00   | 56      | 0       | 1       |
| Thilan Samaraweera     | Sri Lanka   | 2       | 4       | 99      | 24,75   | 51      | 0       | 1       |
| Bowling                |             |         |         |         |         |         |         |         |
| Spieler                | Mannschaft  | Spiele  | Overs   | Wickets | Average | BBI     | 5W      | 10W     |
| Muttiah Muralitharan   | Sri Lanka   | 2       | 75.3    | 17      | 10,29   | 8/46    | 2       | 1       |
| Chaminda Vaas          | Sri Lanka   | 2       | 49.4    | 13      | 5,53    | 6/22    | 1       | 0       |
| Jermaine Lawson        | West Indies | 2       | 65.3    | 11      | 21,36   | 4/43    | 0       | 0       |
| Daren Powell           | West Indies | 2       | 62.1    | 9       | 21,00   | 5/25    | 1       | 0       |
| Lasith Malinga         | Sri Lanka   | 2       | 47      | 5       | 32,60   | 4/71    | 0       | 0       |
| Omari Banks            | West Indies | 2       | 55      | 5       | 37,60   | 2/47    | 0       | 0       |

## Player of the Series
Als Player of the Series wurden die folgenden Spieler ausgezeichnet.
| Serie | Player of the Series |
| ----- | -------------------- |
| Test  | Chaminda Vaas        |

### Player of the Match
Als Player of the Match wurden die folgenden Spieler ausgezeichnet.
| Spiel   | Player of the Match |
| ------- | ------------------- |
| 1. Test | Chaminda Vaas       |
| 2. Test | Kumar Sangakkara    |